# Europe
A Europe (IPA: yur-əp)  egy svéd rockegyüttes, melyet 1979-ben a svédországi Upplands Väsby-ben Force néven alapított meg Joey Tempest énekes és John Norum gitáros.

## Története

### A kezdetek
Rolf Magnus Joakim Larsson (későbbi előadói nevén Joey Tempest) és John Norum 15 éves korukban találkoztak. 2 közös dolog is volt bennük: szerették a hard rockot, és körbe akarták utazni a világot. Együtt jártak a stockholmi koncertekre, hogy élőben láthassák Thin Lizzy-t, a Deep Purple-t, a Rainbow-t és a Whitesnake-et. Megalapították zenekarukat Force néven. John Levén-t is bevették, aki stockholmi helyi zenekarokban játszott akkoriban. Nemsokára felhagytak azzal, hogy kedvenc zenekaraik dalait játsszák, és elkezdték írni saját szerzeményeiket.
Önbizalmuk egyre nőtt, mikor Stockholm nagyobb helyein is játszhattak. Hírük terjedni kezdett Upplands Väsby-ből, ahol végtelen órákat töltöttek a próbahelyeken, és lenyűgöző élő show-kat adtak. Nemsokára már rendszeres fellépők voltak helyi iskolákban és kisebb fesztiválokon, ahol nem pénzért játszottak, saját maguk hordozták a felszerelést és barátaik szállították őket fellépésről fellépésre.
Ahogy Joey emlékszik, azok az idők szórakoztatók voltak: „tényleg megalapozta a hitünket önmagunkban, de elég nehéz volt helyet találni a próbákhoz, ugyanakkor nagyon sok ember volt a környezetünkben, akik azt gondolták, hogy mi csak egy csapat hosszú hajú huligán vagyunk”.
Egy alkalommal egy kiadó azt ajánlotta nekik, hogy énekeljenek svédül és vágassák le a hajukat, ha lemezszerződést akarnak kötni. De ők ragaszkodtak a saját elképzeléseikhez, és hittek abban, hogy egy nap a kemény munka meghozza gyümölcsét.
A hazai áttörést egy svéd verseny megnyerése hozta számukra - ekkor változtatták a nevüket Europe-ra. Egy barátjuk - a tudtuk nélkül - elküldte a demójukat, és 4000 zenekar közül, ahonnan 80-at választottak ki élő fellépésre, a Europe nyerte meg az első díjat - egy album elkészítésének lehetőségét.
De csak mint más svéd zenekarok mint például az ABBA, a Europe is válhatott volna naggyá az Eurovíziós Dalfesztivál-győzelem nélkül is; nekik mindenképpen sikerült volna, hiszen mindenük megvolt, ami a sikerhez kell. Sok ember szemében ők voltak az első igazi hard rock-banda Skandináviából. Svédországban egyre nagyobb rajongótáboruk gyűlt, az első lemezük hamarosan aranylemez lett, és ettől kezdve azzá a turnézó zenekarrá válhattak, akik mindig is lenni akartak.
Nem sokkal az első album befejezése után Japánban turnéztak, miután egy riporter, Masa Itoh Stockholmba repült egy fotóssal. Már hallott egy Europe nevű zenekarról, meg akarta ismerni és be akarta mutatni őket saját hazája zenei rajongóinak - ez jó ötletnek bizonyult, ugyanis a Europe-nak azóta is remek kapcsolata van japán rajongóival.

### Úton a világhír felé
Második albumuk, a Wings Of Tomorrow megerősítette nemzetközi elismertségüket. Kezdték megtalálni a saját hangzást, és egy új, szintén Upplands Väsby-ből származó tagot, nevesen Mic Michaeli billentyűst is beszervezték a „Wings”-turnéra.
Mic tehetséges billentyűs volt, akit helyi zenekarokban láttak játszani szülővárosukban. Mic volt az az ember, aki kölcsönadta azt a szintetizátort Joey-nak, amelyen a The Final Countdown billentyűszólóját írta meg 6 évvel korábban a főiskolán.
Nem sokkal a billentyűs megjelenését követően Ian Haugland dobos is csatlakozott a zenekarhoz. A tagok néhány évvel korábban már látták őt játszani, és egy próbajáték után már bent is volt a zenekarban. Második albumukkal már nemcsak az európai kontinensen, hanem Amerikában is felhívták magukra a figyelmet. Már ekkor megvalósították álmaikat, és folyamatosan turnéztak Skandináviában.
Nem sokkal ezután lemezszerződést kötöttek az Epic Recordsszal az Egyesült Államokban, és felvették harmadik albumukat, a The Final Countdown-t Kevin Elson amerikai producer segítségével. Az album több mint 6 milliós példányszámban kelt el. A címadó dal a 80-as évek egyik legnagyobb himnuszává vált, és 25 országban vezette a slágerlistákat. Az album második kislemeze, a Rock The Night bizonyította, hogy a zenekarnak az élen a helye. Az album az amerikai toplistán maradt több mint 70 hétig, és 4 „Top 40”-et produkált, harmadik kislemezükkel, a Carrie-vel pedig szintén elérték a toplista első helyét. Eddigre a Europe hatalmas „élő-zenekarrá” vált, és egész éves turnékra indult. Ekkor hagyta el John Norum a zenekart. „Visszatekintve már őrültségnek tűnik, hogy nem kommunikáltunk jobban és játszottunk továbbra is együtt. Végtére is John és én kezdtük az egészet, és ugyanazt éreztük, amikor rock-n-roll-ról volt szó. Azt hiszem, nagy nyomás nehezedett egy fiatal zenekarra, ami örökké úton volt” – mondja Joey.
Kee Marcelo természetes választásnak tűnt. Már dolgoztak együtt a Europe-pal a Swedish Metal Aid-en a Give a Helping Hand című számon, amely egy Joey által komponált segély-dal Afrikának. A következő album, az Out Of This World bizonyíték volt arra, hogy a zenekar még mindig helyt áll, olyan klasszikusokkal a korongon, mint a Superstitious, Ready or Not, vagy éppen a Let The Good Times Rock. Az ötödik albumot, a  Prisoners In Paradise-t (amelyet Los Angelesben vettek fel) újabb világturné követte - és ők még mindig az élen voltak. A hamar jött siker azonban kifárasztotta az együttest, 1992 után a Europe 1999-ig nem hallatott magáról. A tagok  szólókarrierbe kezdtek, vagy egyéb produkciókban vettek részt.

### A Europe a XXI. században
A Europe azonban 1999-ben és 2000-ben két újabb koncert erejéig összeállt. Előbb  1999/2000 fordulóján  Stockholmban a Millenium Fesztiválon léptek fel, majd 2000 áprillsában a stockholmi Hard Rock Caféban. E két koncerten két gitárossal lépett fel a csapat, hiszen Kee Marcello mellé visszatért John Norum is.
A végleges újjáalakulás 2003-ban történt meg, végül a   The Final Countdown albumot rögzítő felállás állt össze újra: Joey Tempest- ének, Ian Haughland - dob, John Levén- basszusgitár, John Norum- gitár, Mic Michaeli- billentyűs hangszerek. Bár szó volt egy hatos felállásról is Kee Marcelloval, a gitáros eltérő zenei elképzeléseire hivatkozva visszautasította az ajánlatot, később pedig azt nyilatkozta nem tetszenek neki az új Europe-albumok. A gitáros azonban nem szakított teljesen a múlttal, 2011-ben  Redux: Europe címmel adott ki remake-albumot, amelyre a Europe legnagyobb, nagyrészt hozzá kötődő slágereit játszotta fel újra jelenlegi zenésztársaival, továbbá 2016-os albumán is szerepel több,  az akkori Europe lemezekről lemaradt szerzeménye..
Ma is magukon hordják a 70-es és a korai 80-as évek befolyását, de ha megkérdeznénk őket, mit hallgatnak manapság, bizonyára olyan együtteseket említenének, mint az Audioslave, Velvet Revolver, Black Label Society, Lostprophets, vagy a Darkness.
A Start from the Dark CD szervesen jött létre, külső emberek beavatkozása nélkül. Titokban vették fel a dalokat 2004 telén. Úgy akarták érezni magukat, ahogy pályájuk kezdetén: újra fel akarták idézni a nyirkos gyakorlóhelyeiket és a professzionális közös munkát az élő fellépések alkalmával. Egy nagy tapasztalatokkal rendelkező személyt szerettek volna az album elkészítéséhez, ezért mindannyian egyetértettek abban, hogy Kevin Elson az ő emberük. „Ő egy jó barát, és nagy híve annak, hogy egy album minél „élőbben” legyen felvéve” - mondja John L. Az albumot Stockholmban rögzítették, ahol a leginkább otthon érezték magukat a tagok. A dalok minőségét minden egyéni dolog elé helyezték. Az első kislemez, a Got to have Faith a legjobb bemutatása az albumnak, és még csukott szemmel, a címre koncentrálva is remek dalnak mondható. Az egész album gitárorientált, a legkeményebb szólókkal és ritmusokkal, amelyekkel a zenekar valaha is előállt.
A dalszerzést Joey és John N együtt kezdték három dal, a Got to have Faith, a Start from the Dark és a Settle for Love megírásával. Ezután már mindannyian érezték, hogy valami fantasztikusat fognak alkotni. Joey megírta a többi dalt is a CD-re. Egy szokatlan dal is megjelenik, a Reason, melyet Joey és Mic írtak közösen. „A dal nem igazán politikai, inkább mint egy megerősítés, a félelem érintése a mai világgal és az abban való léttel kapcsolatban” - magyarázza Joey.
A szövegekben Joey leginkább az erős összetartásra, barátságra támaszkodik, amely a zenekarban érvényesül, de ez egyben a rajongókkal való kommunikációt is magába foglalja, tartalmazza, hogy min mentek keresztül az elmúlt évek során. John N szerint ezek a legjobb és legizgalmasabb szövegek, amiket Joey valaha írt, érezhető rajtuk, hogy Joey 18 évig angol nyelvű országokban élt. Összegzésül Joey szerint „egy rockbandában lenni olyan, mintha leugranál egy szikláról és 100%-ig a saját dolgodat csinálnád. Nem látom a végét, minden mást félre kell állítani és a zenekar lelkületével kell haladni”.
2009-ben elhunyt Marcel Jakob, aki John Levén elődje volt a basszusgitáros poszton,  továbbá  , John Norum  gitáros 1997-es szólóalbumán, a Rising Force és  a Talisman zenekarban is játszott. Mindössze 45 éves volt.

## Tagok

### Jelenlegi tagok
- Joey Tempest - ének, akusztikus és ritmusgitár,zongora (koncerten) (1979-1992, 1999, 2000, 2003-), billentyűs hangszerek (1979-1984) - alapító tag
- Ian Haughland - dob, ütőhangszerek, vokál (1984-1992, 1999, 2000, 2003-)
- John Levén - basszusgitár (1981-1992, 1999, 2000, 2003-)
- John Norum - gitár, vokál (1979-1986, 1999, 2000, 2003-) - alapító tag
- Mic Michaeli - billentyűs hangszerek, vokál, alkalmanként ritmusgitár (1984-1992, 1999, 2000, 2003-)

### Egykori tagok
- Kee Marcello - gitár, vokál (1986-1992, 1999, 2000) - John Norum helyett, illetve 1999-ben és 2000-ben mellette
- Tony Reno - dobok (1979-1984) - alapító tag
- Marcel Jakob - basszusgitár (1981) (†2009)
- Peter Olsson - basszusgitár (1979-1981) - alapító tag

## Diszkográfia
| Év   | Cím                   | Kiadó                       |
| ---- | --------------------- | --------------------------- |
| 1983 | Europe                | Hot Records                 |
| 1984 | Wings of Tomorrow     | Hot Records                 |
| 1986 | The Final Countdown   | Epic Records                |
| 1988 | Out of This World     | Epic Records                |
| 1991 | Prisoners in Paradise | Epic Records                |
| 2004 | Start from the Dark   | Sanctuary Records           |
| 2006 | Secret Society        | Sanctuary Records           |
| 2009 | Last Look at Eden     | earMUSIC                    |
| 2012 | Bag of Bones          | earMUSIC/Edel, Gain, Victor |
| 2015 | War of Kings          | UDR Records,JVC             |
| 2017 | Walk the Earth        | Hell & Back                 |

## Magyarországi koncertek
1989. február 1. - Budapest Sportcsarnok
2005. július 4. - Budapest, Petőfi Csarnok
2010. augusztus 27. - Újszegedi Partfürdő és Kemping, Szeged, Szegedi Ifjúsági Napok (SZIN)
2014. augusztus 1. - MÁV Előre pálya, Székesfehérvár, Fehérvári Zenei Napok (FeZeN)
2015. június 13. - Open Road Fest, Pelso Camping, Alsóörs
2019. június 08. - Open Road Fest, Pelso Camping, Alsóörs